# Richard Jones (Poolbillardspieler)
Richard Jones (* 12. September 1978 in Cambridge) ist ein englischer Poolbillardspieler. Seine bisher größten Erfolge waren die Teilnahme an der 9-Ball-WM 2010 und der Sieg bei den Austria Open 2011.

## Karriere
Bei den German Open 2007 erreichte Jones erstmals das Achtelfinale eines Euro-Tour-Turniers. Dieses verlor er jedoch gegen Ralf Souquet mit 6:10. Bei den Austrian Open 2008 verlor er im Achtelfinale gegen den späteren Turniersieger Nick van den Berg mit 6:9.
Vier Monate nachdem er mit dem Viertelfinale bei den French Open 2010 seinen bis dahin größten Erfolg auf der erreicht hatte, nahm er erstmals an einer WM teil.
Er verlor jedoch beide Vorrundenspiele der 9-Ball-WM 2010 und wurde somit 97.
Im Sommer 2011 gewann Jones mit den Austria Open sein bisher einziges Euro-Tour-Turnier.